# Carolyn Craig
Pour les articles homonymes, voir Craig.
Carolyn Craig est une actrice américaine née le 27 octobre 1934 à Long Island et morte le 12 décembre 1970 à Culver City.

## Biographie

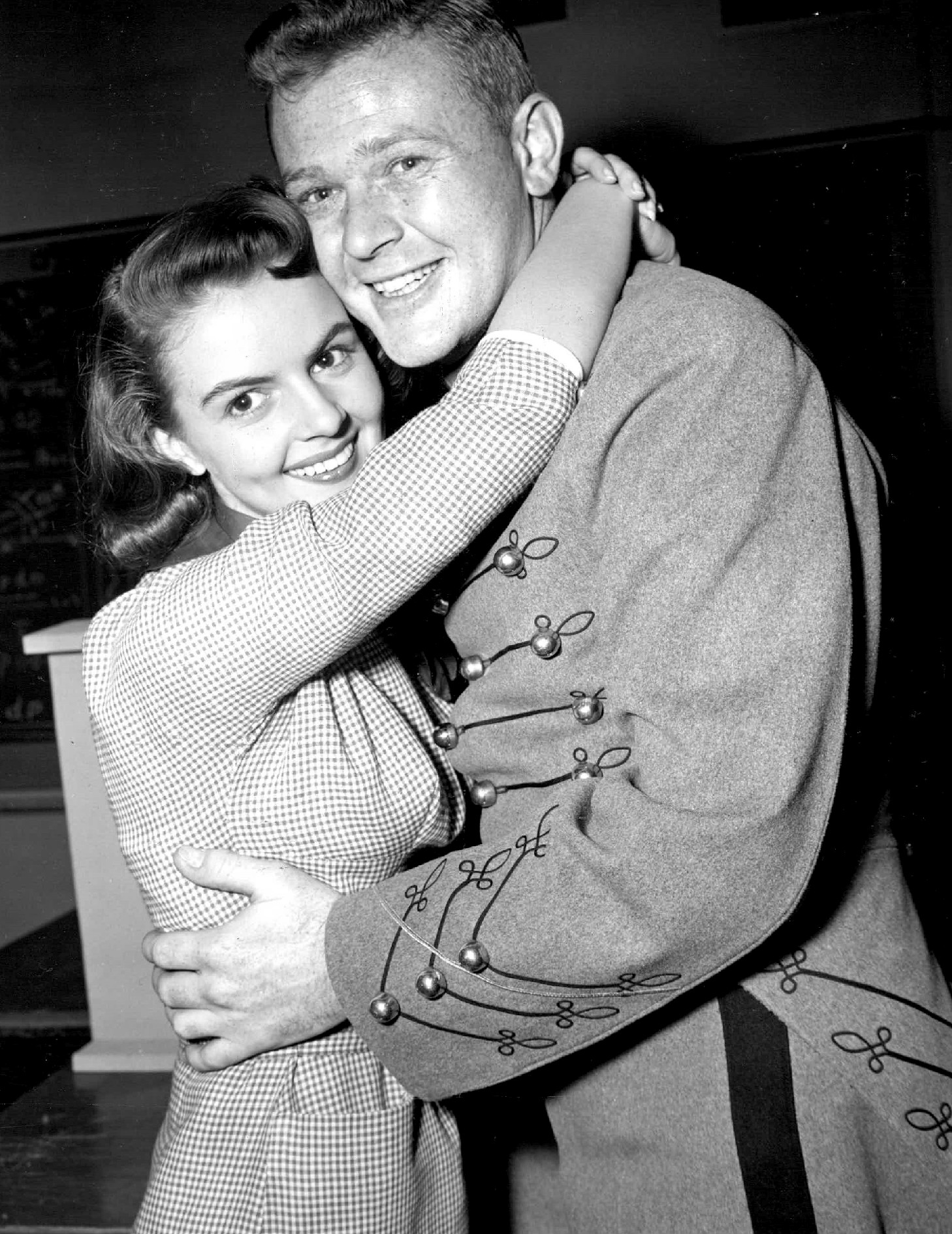
Carolyn Craig avec Martin Milner dans la série West Point en 1956.

Adele Ruth Crago est née sur l'île de Long Island le 27 octobre 1934. Elle fait sa première apparition à la télévision à l'âge de 18 ans dans un show en compagnie de Patrick Wayne. Ses premières photographies professionnelles datent de 1954. En 1954, elle rencontre John Derek, il l'intronise à Hollywood.
En 1959, elle joue un des rôles principaux dans La Nuit de tous les mystères aux côtés de Alan Marshal, un film devenu la base des « murders house movies ».
En 1956 elle interprète la sœur de Elizabeth Taylor dans le film Géant réalisé par George Stevens.
Elle meurt le 12 décembre 1970 d'un coup de revolver. L'arme est retrouvée entre ses mains.

## Filmographie
- 1955 : Edgar Allan Poe at West Point
- 1955 : Steve Donovan, Western Marshal : Joan Baxter
- 1956 : Géant : Lacy Lynnton, sœur de Leslie
- 1956 : The West Point Story : Judy Miller
- 1956 : Buffalo Bill, Jr. : Molly Goodson
- 1956 : Medic : Mary Elizabeth Barry
- 1956 : Cavalcade of America : Ilona Reinitz
- 1956 : Annie Oakley : Penny Granger
- 1957 : Fury at Showdown : Ginny Clay
- 1957 : Portland Exposé : Ruth Madison
- 1957 : Gunsight Ridge : Fermière
- 1957 : Perry Mason : Helen Waters
- 1958 : Apache Territory : Junie Hatchett
- 1959 : La Nuit de tous les mystères : Nora Manning
- 1960 : Blue Jeans 1920 (Studs Lonigan) d'Irving Lerner
- 1961 : The Brothers Brannagan : Peggy
- 1961 : The Deputy : Selene Hammer
- 1961 : Shotgun Slade : Penny
- 1962 : 77 Sunset Strip : Michelle
- 1962 : Échec et mat : Joanna Leigh
- 1962 : Laramie : Kitty McAllen
- 1963 : Hôpital central : Cynthia Allison
- 1967 : T.H.E. Cat : Valerie

## Note et référence
1. ↑  « Carolyn Craig - The Private Life and Times of Carolyn Craig. Carolyn Craig Pictures. », sur www.glamourgirlsofthesilverscreen.com (consulté le 22 juillet 2019)
2. ↑  (en-US) « Horror Through the Decades: The House on Haunted Hill (1959) », sur 1428 Elm, 10 août 2018 (consulté le 22 juillet 2019)
3. ↑  https://www.findagrave.com/memorial/8485579/carolyn-craig
4. ↑  (en) « Was carolyn craigs death a suicide », sur Answers.com (consulté le 22 juillet 2019)